# Bursera
Bursera är ett släkte av tvåhjärtbladiga växter. Bursera ingår i familjen Burseraceae.
Släktet består av balsamlika träd och förekommer i Mellanamerika, särskilt i Mexiko.
Det vetenskapliga namnet hedrar den tysk-danska forskaren Joachim Burser.
Arter enligt Catalogue of Life:
- Bursera fagaroides
- Bursera microphylla
- Bursera simaruba

## Bildgalleri

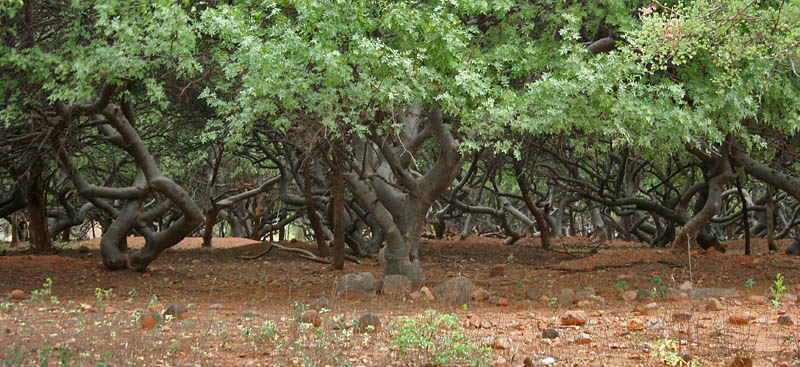
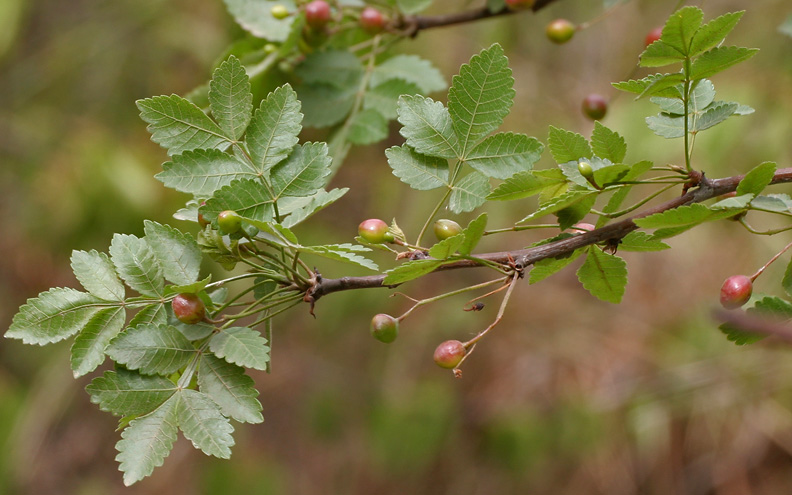
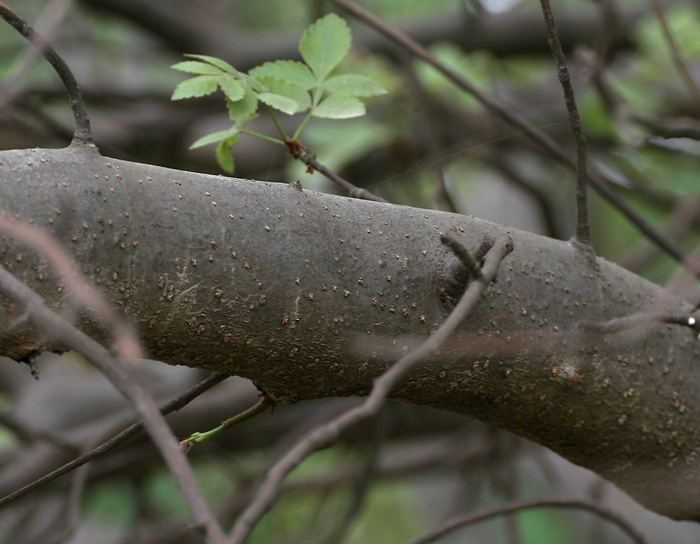
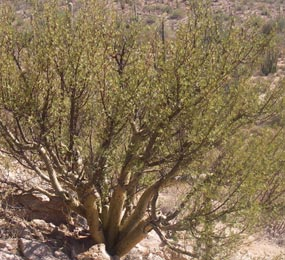
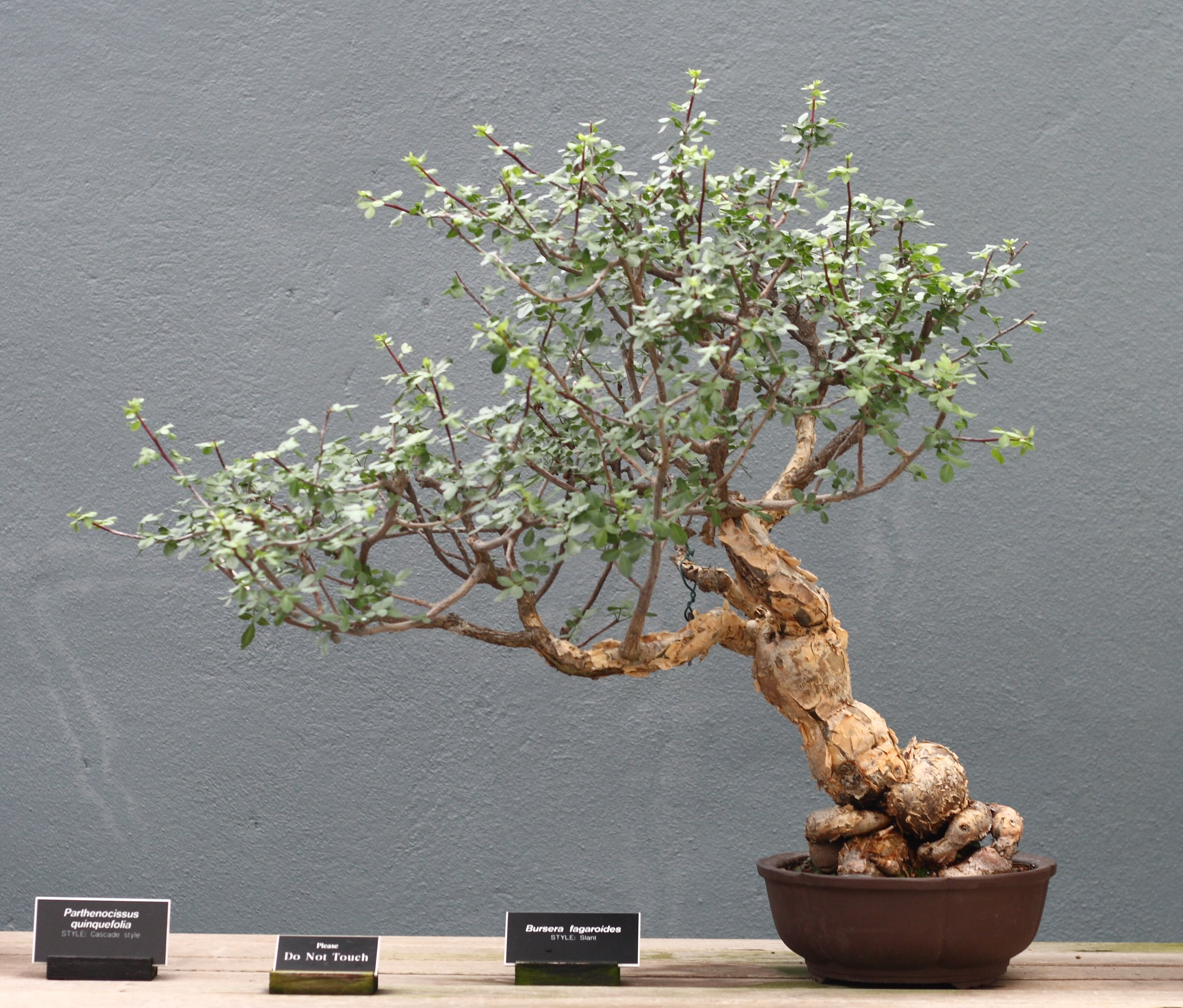
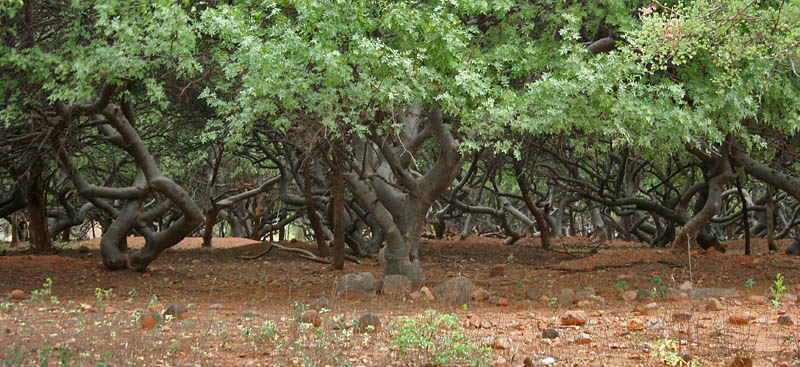